# Generalernas flykt
Generalernas flykt (engelska: The Secret War of Harry Frigg) är en amerikansk komedifilm från 1967 i regi av Jack Smight.

## Handling
En grupp allierade generaler sitter fångade i en villa i Italien. Ganska snart går det upp för högkvarteret att de inte kan enas om en flyktplan. Därför kallar man in menige Harry Frigg för att hjälpa dem att fly.

## Rollista i urval
- Paul Newman - menige Harry Frigg
- Silva Košćina - grevinnan Francesca De Montefiore
- Andrew Duggan - brigadgeneral Newton Armstrong
- Tom Bosley - brigadgeneral Roscoe Pennypacker
- John Williams - brigadgeneral Francis Mayhew
- Charles Gray - brigadgeneral Adrian Cox-Roberts
- Jacques Roux - brigadgeneral Andre Rochambeau
- James Gregory - brigadgeneral Homer Prentiss
- Vito Scotti - överste Enrico Ferrucci
- Werner Peters - major von Steignitz